# جيولوجيا تونس

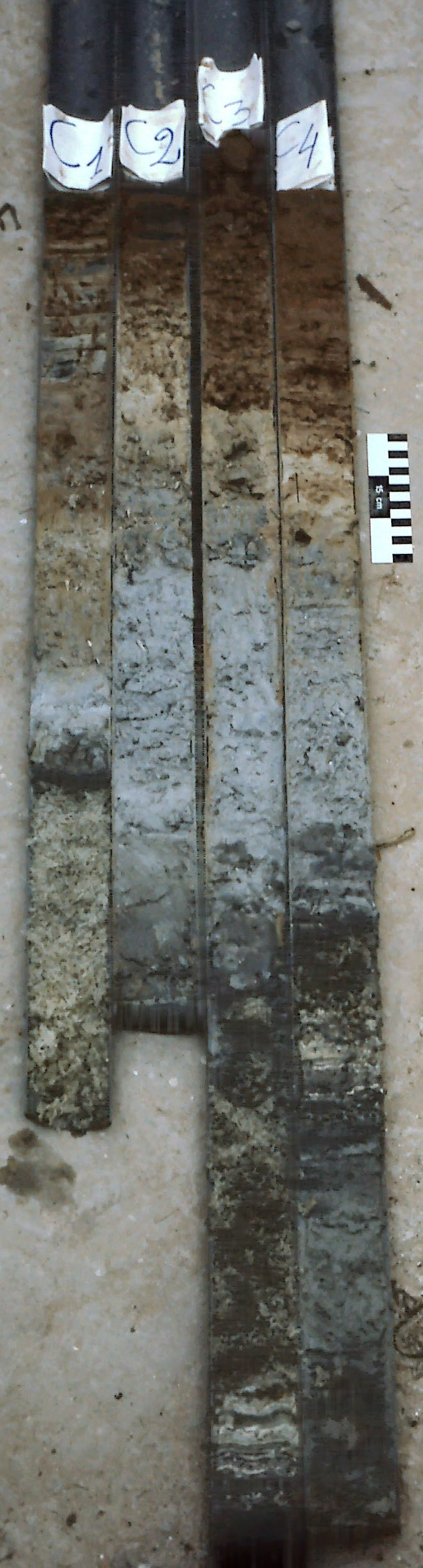
تونس كاروت جرجيس

جيولوجيا تونس يمكن تحديدها بتكتونيات شمال أفريقيا، لاحتوائها على مرتفعات كبيرة مثل جبال الأطلس وكذلك الأحواض مثل الحوض التونسي. حدد الجيولوجيون المواد الصخرية في البلاد منذ ربع مليار عام، على الرغم من أن معظم المواد تعود إلى حقبة الحياة الوسطى وحقبة الحياة الحديثة، إلا أنه في الـ 250 مليون سنة الماضية، كان لدى تونس صناعة تعدين صغيرة ونشيطة، وقطاع كبير من النفط والغاز الطبيعي.

## الجيولوجيا الهيكلية والتكتونية
جبال الأطلس التونسية عبارة عن حزام متعرج بين سلسلة ريفو تيليان في الشمال الغربي (جزء من سلسلة جبال الألب) ومنصة الصحراء في جنوب تونس. وبالمقابل سلسلة ريفو تيليان مفصولة عن جبال الأطلس في شمال تونس بواسطة الحوض التونسي. تنقسم المواد الرسوبية في جبال الأطلس التونسي إلى ثلاثة صدوع إقليمية: صدع القصرين، صدع قفصة وصدع القلعة-جربة-سبيبة.

## الطبقية والتاريخ الجيولوجي
ترجع أقدم الطبقات في تاريخ تونس إلى العصر البرمي وتقع تحت الجفارة في جبل طباقة، في جنوب شرق تونس. وهي من الحجر الجيري والحجر الرملي، متداخلة مع حجر الصلصال (بالإنجليزية: claystone)‏ الذي يحتوي على منخربات وشعاب مرجانية ومستحاثات عضديات الأرجل.

### حقبة الحياة الوسطى (قبل 251-66 مليون سنة)
فترة العصر الثلاثي محفوظة جيدا وتُعرَف من النتوءات في جنوب تونس وحفر آبار النفط. يتم تحديد العصر الثلاثي السفلي عن طريق سلاسل الأنهار الأرجيلية والرملية، التي تعلوها وحدة كربونية مع الأشكال المتشابكة التي تشير إلى العصر اللاديني. يتميز العصر الثلاثي العلوي بالدولوميت، وذلك دليل على التدخل البحري. المواد السفلى والوسطى هي في الأساس رواسب كلسية وطين جيري، على الرغم من أن بعضها من أواخر العصر الثلاثي إلا أنها تحافظ على بيئة المحيطات العميقة بواسطة أحافير شعوعيات.
جنوب غرب جبل زغوان، الطبقات الجوراسية هي في معظمها من الحجر الجيري، بينما تتحول سلاسل الدولوميت الشمالية والجنوبية إلى الأرجيليت الطباشيري المتأخر. الحفريات القديمة والأسرة الغنية بالحفريات النباتية شائعة في المواد الطباشيرية، والتي يتم الحفاظ عليها جيدًا جنبًا إلى جنب مع العصر الثلاثي.
عدة آلاف أمتار من الطين من العصر الطباشيري تملأ الحوض التونسي، محملة بأحافير الأمونيت والكالبيليونيدات، وأنواع منقرضة من الكائنات الحية وحيدة الخلية، وكذلك الرمل والرواسب الكلسية. في وسط تونس، يتكون تكوين الملوسي من الحجر الرملي البحري والكربونات. ويتكون تكوين بودينار من الأحجار الرملية النهرية مع تصنيف ضعيف وتحتوي مجموعة قفصة على تسلسل من الطين والرمل والكربونات.
كما هو الحال في أماكن أخرى في أفريقيا، فإن صخور العصر الطباشيري للجنوب التونسي هي جزء من التداخل القاري، الذي يحتوي أحيانًا على عظام ديناصورات. وتشمل مواد الطباشيري الأخرى تكوين الزباق، مع الأرجيليت ومواد الجص، و تكوين علاق، مع الصلصال الطيني، والطين الجيري والحجر الجيري، وتكوين الهرية وتكوين المتلوي.

### حقبة الحياة الحديثة (66 مليون سنة حتى الآن)
يعود تكوين الصوار إلى نهاية العصر الإيوسيني ويتكون من الطين البحري والطين الجيري والرمل والجص. وعلى الرغم من أنه يتلاشى في جنوب تونس، يسجل تكوين فورتونا في منطقة الرأس الطيب في العصر الأوليغوسيني بالحجر الجيري الرملي والرخام، ويعلوه الحجر الرملي الخشن وحصى الكوارتز. تشمل مواد حقبة الحياة الحديثة تكوين أم الدومل ومجموعة عين غراب.
الطبقية الرباعية، منذ 2.5 مليون سنة الماضية، تشمل رمال الكوارتز، غنية بذوات الصدفتين، بالإضافة إلى صخور كلسية رملية.

## جيولوجيا الموارد الطبيعية
التعدين ليس صناعة مهمة في تونس، إذ تمتلك البلاد كمية متواضعة من استخراج الفوسفات وإنتاج الأسمدة، إلى جانب فلوريد الألومنيوم والأسمنت والجص. تدير شركة فسفاط قفصة المملوكة للدولة جميع عمليات استخراج ومعالجة الفوسفات في تونس، من أصل ثمانية مناجم مكشوفة بالقرب من منجم صهيب وقفصة. يوجد في منجم بوقرين ومنجم فج الهدوم في شمال غرب تونس لتعدين للرصاص والزنك.
يعد إنتاج النفط والغاز الشكل الرئيسي للاستخراج في تونس، على الرغم من استمرار الاحتياطي المؤكد في الانخفاض. يتم الحصول على معظم الغاز من حقل البرمة البحري. يقع حقل الزاوية للغاز قبالة ساحل المنطقة السياحية بجزيرة جربة، بينما يحتوي تكوين عبيود على حقل نفط المعمورة في خليج الحمامات.